# Vértesszőlős, Komárom-Esztergom
Vértesszőlős (în slovacă Síleš) este un sat în districtul Tatabánya, județul Komárom-Esztergom, Ungaria, având o populație de 2.974 de locuitori (2011).

## Demografie
Componența etnică a satului Vértesszőlős
     Maghiari (89,79%)
     Slovaci (5,3%)
     Germani (2,01%)
     Romi (1,55%)
     Necunoscut (0,92%)
     Alții (0,43%)
Componența confesională a satului Vértesszőlős
     Romano-catolici (37,02%)
     Fără religie (32,82%)
     Reformați (6,19%)
     Atei (2,22%)
     Necunoscută (20,88%)
     Alte religii (2,05%)
Conform recensământului din 2011, satul Vértesszőlős avea 2.974 de locuitori. Din punct de vedere etnic, majoritatea locuitorilor (89,79%) erau maghiari, existând și minorități de slovaci (5,3%), germani (2,01%) și romi (1,55%). Apartenența etnică nu este cunoscută în cazul a 0,92% din locuitori. Nu există o religie majoritară, locuitorii fiind romano-catolici (37,02%), persoane fără religie (32,82%), reformați (6,19%) și atei (2,22%). Pentru 20,88% din locuitori nu este cunoscută apartenența confesională.